# Inishmore (álbum)
Inishmore es el décimo álbum de estudio la banda estadounidense de heavy metal Riot y fue publicado en formato de disco compacto en 1997 por Zero Corporation  y en 1998 por la compañía Metal Blade Records.

## Concepto del álbum
El disco es un álbum conceptual que trata de mitos y leyendas tradicionales de Irlanda.

## Grabación y publicación
Las grabaciones de este disco se realizaron en 1997 en tres estudios diferentes de Estados Unidos: Estudios Millbrook Sound de Millbrook, Nueva York, Estudio M de San Antonio, Texas y Drumstick Sound Production de Dix Hills, Nueva York. Inishmore fue lanzado primeramente en Japón a finales de 1997 mientras que en América y Europa se publicó en enero de 1998.

## Recepción y crítica
Igual que a lo ocurrido con anteriores producciones de la banda, Inishmore entró en los listados de éxitos en Japón,  alcanzando el 44.º lugar en el Oricon Album Charts.
Steve Huey, editor de Allmusic,  realizó una crítica a esta producción discográfica describiendo a Inishmore como «una continuación de la dirección hacia el metal gótico que Riot había comenzado a principios de la década de 1990, con cierto parecido al sonido de Yngwie Malmsteen y Rainbow».

## Diferencia entre versiones
La diferencia entre la versión de Metal Blade y la de Zero Corporation es que la última retira el tema «Turning the Hands of Time» y adhiere una versión de la balada popular irlandesa «Danny Boy».

## Lista de canciones
| Versión americana y europea |                                      |                             |                                  |          |  |
| N.º                         | Título                               | Escritor(es)                | Traducción al español            | Duración |  |
| 1.                          | «Black Water» (canción instrumental) | Mike DiMeo / Mark Reale     | «Agua negra»                     | 2:42     |  |
| 2.                          | «Angel Eyes»                         | DiMeo / Reale / Mike Flyntz | «Ojos de ángel»                  | 4:27     |  |
| 3.                          | «Liberty»                            | DiMeo / Reale               | «Libertad»                       | 5:08     |  |
| 4.                          | «Kings Are Falling»                  | DiMeo / Reale               | «Los reyes están cayendo»        | 4:33     |  |
| 5.                          | «The Man»                            | DiMeo / Reale               | «El hombre»                      | 3:52     |  |
| 6.                          | «Watching the Signs»                 | DiMeo / Reale               | «Observando las señales»         | 4:35     |  |
| 7.                          | «Should I Run»                       | DiMeo / Reale               | «Debo huir»                      | 4:40     |  |
| 8.                          | «Cry for the Dying»                  | DiMeo / Reale               | «Llanto por los moribundos»      | 4:39     |  |
| 9.                          | «Turning the Hands of Time»          | DiMeo / Reale               | «Torciendo las manos del tiempo» | 5:07     |  |
| 10.                         | «Gypsy»                              | DiMeo / Reale               | «Gitano»                         | 5:20     |  |
| 11.                         | «Inishmore (Forsaken Heart)»         | Mark Reale                  | «Inishmore (corazón olvidado)»   | 1:45     |  |
| 12.                         | «Inishmore» (canción instrumental)   | Mark Reale                  | «Inishmore»                      | 4:32     |  |
| 51:18                       |                                      |                             |                                  |          |  |

| Versión japonesa |                                      |                             |                                |          |  |
| N.º              | Título                               | Escritor(es)                | Traducción al español          | Duración |  |
| 1.               | «Black Water» (canción instrumental) | Mike DiMeo / Mark Reale     | «Agua negra»                   | 2:42     |  |
| 2.               | «Angel Eyes»                         | DiMeo / Reale / Mike Flyntz | «Ojos de ángel»                | 4:27     |  |
| 3.               | «Liberty»                            | DiMeo / Reale               | «Libertad»                     | 5:08     |  |
| 4.               | «Kings Are Falling»                  | DiMeo / Reale               | «Los reyes están cayendo»      | 4:33     |  |
| 5.               | «The Man»                            | DiMeo / Reale               | «El hombre»                    | 3:52     |  |
| 6.               | «Watching the Signs»                 | DiMeo / Reale               | «Observando las señales»       | 4:35     |  |
| 7.               | «Should I Run»                       | DiMeo / Reale               | «Debo huir»                    | 4:40     |  |
| 8.               | «Cry for the Dying»                  | DiMeo / Reale               | «Llanto por los moribundos»    | 4:39     |  |
| 9.               | «Gypsy»                              | DiMeo / Reale               | «Gitano»                       | 5:20     |  |
| 10.              | «Inishmore (Forsaken Heart)»         | Mark Reale                  | «Inishmore (corazón olvidado)» | 1:45     |  |
| 11.              | «Inishmore» (canción instrumental)   | Mark Reale                  | «Inishmore»                    | 4:32     |  |
| 12.              | «Danny Boy» (canción irlandesa)      | Dominio público             | «Danny Boy»                    | 3:40     |  |
| 49:51            |                                      |                             |                                |          |  |

## Créditos

### Riot
- Mike DiMeo — voz principal y órgano Hammond
- Mark Reale — guitarras acústica y eléctrica, guitarras acústicas de seis y doce cuerdas, mandolina, órgano Hammond, arreglo de cuerdas y coros
- Mike Flyntz — guitarra eléctrica
- Pete Pérez — bajo
- Bobby Jarzombek — batería

### Músicos adicionales
- Tony Harnell — coros
- Danny Vaughn — coros
- Ligaya Perkins — coros
- Kevin Dunne — instrumentos de cuerda y orquestación
- Yoko Kayumi — violín

### Personal de producción
- Mark Reale — productor
- Paul Orofino — productor, ingeniero de sonido y mezcla
- Jeff Allen — productor ejecutivo
- Jack Bart — prioductor ejecutivo
- Kevin Dunne — ingeniero de sonido
- Marius Perron — ingeniero de sonido
- Bryan Scott — ingeniero de sonido
- Jim Littleton — ingeniero asistente
- Joseph M. Palmaccio — masterización
- Vinni Cimino — diseño de arte y gráfico
- Steve Divins — fotografía

## Posicionamiento en las listas
| Año  | País  | Lista               | Posición máxima |
| ---- | ----- | ------------------- | --------------- |
| 1997 | Japón | Oricon Album Charts | 44.º            |